# Linia kolejowa Czernihów – Niżyn
Linia kolejowa Czernihów – Niżyn – linia kolejowa na Ukrainie łącząca stację Czernihów ze stacją Niżyn. Zarządzana jest przez dyrekcję kijowską Kolei Południowo-Zachodniej (oddział ukraińskich kolei państwowych).
Znajduje się w obwodzie czernihowskim. Na całej długości jest jednotorowa i zeletryfikowana.